# Wojciech Trybek
Wojciech Antoni Trybek – polski prawnik i duchowny zielonoświątkowy, doktor nauk teologicznych, zastępca prezbitera naczelnego oraz członek Naczelnej Rady Kościoła Zielonoświątkowego w RP, działacz samorządu terytorialnego.

## Życiorys
Jest absolwentem Wydziału Prawa i Administracji Uniwersytetu Warszawskiego. Ukończył studia doktoranckie na Wydziale Teologicznym Chrześcijańskiej Akademii Teologicznej w Warszawie. W 2019 roku na tym wydziale na podstawie rozprawy pt. Zjednoczony Kościół Ewangeliczny na Warmii i Mazurach uzyskał stopień naukowy doktora nauk teologicznych.
W latach 1998–2005 piastował funkcję zastępcy burmistrza Giżycka (III i IV kadencja) oraz członka Rady Miejskiej (III i V kadencja). Od początku funkcjonowania wspólnoty był pastorem zboru Kościoła Zielonoświątkowego w Giżycku. Był również prezbiterem okręgowym okręgu północnego Kościoła Zielonoświątkowego w RP. W 2008 roku rozpoczął pracę w Naczelnej Radzie Kościoła. 
We wrześniu 2016 roku w trakcie Synodu Naczelnej Rady Kościoła Zielonoświątkowego w RP został wybrany zastępcą prezbitera naczelnego Kościoła. Jest także członkiem Rady Programowej Wyższej Szkoły Teologiczno-Społecznej (WSTS) w Warszawie.